# 水戸市長旗東日本軟式野球選手権大会
水戸市長旗東日本軟式野球選手権大会（みとしちょうきひがしにほんなんしきやきゅうせんしゅけんたいかい）は、東海・北陸・以東24都道県の各支部予選で優勝した全日本軟式野球連盟加盟のAクラス登録チームが出場する、軟式野球の社会人東日本一を争う大会として、毎年11月に茨城県水戸市、ひたちなか市、笠間市において開催されているトーナメントである。優勝チームにはスポニチ杯全日本軟式野球大会の出場権が与えられる。

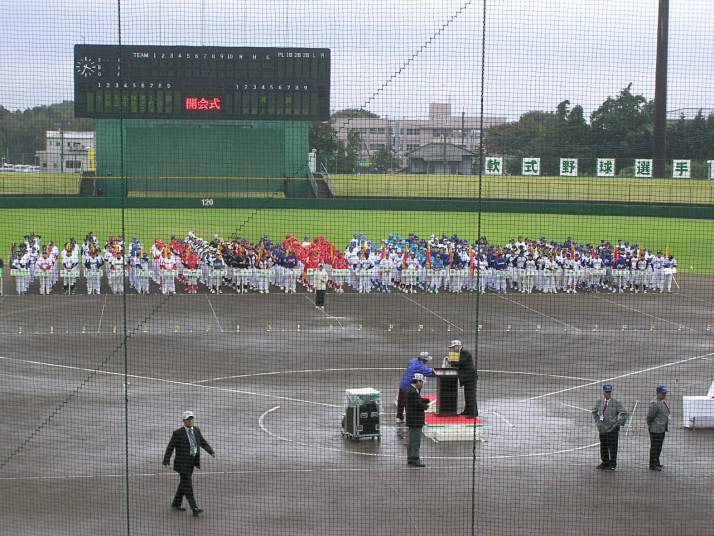
水戸市長旗第15回東日本軟式野球選手権大会開会式の様子

第1回大会（1993年）から第5回大会（1997年）までは、「水戸市長旗東日本選抜軟式野球選手権大会」の名で毎年5月に開催（16チーム）されていたが、翌第6回大会（1998年）からは選抜の文字が取られ、毎年11月開催の現在の形（24都道県、前年度優勝、開催地3の28チーム）となった。なお、対する西日本軟式野球選手権大会の開催地は、近畿以西23府県のブロック持ち回りとなっている。

## 歴代優勝チームおよび決勝戦スコア
| 年度   | 回 | 優勝チーム                             | スコア                                 | 準優勝チーム                                     |
| ------ | -- | -------------------------------------- | -------------------------------------- | ------------------------------------------------ |
| 1993年 | 1  | 京葉銀行（千葉）                       | 2 - 0                                  | サンクス（東海）                                 |
| 1994年 | 2  | 茨城銀行（茨城）                       | 5 - 3                                  | 群馬酒造（群馬）                                 |
| 1995年 | 3  | 橋本フォーミング福島（東北）           | 2 - 1                                  | 白川信用金庫（東北）                             |
| 1996年 | 4  | 海老名市役所（神奈川）                 | 4 - 0                                  | 動燃東海（茨城）                                 |
| 1997年 | 5  | 京葉銀行（千葉）                       | 1 - 0                                  | リコー厚木（神奈川）                             |
| 1998年 | 6  | 京葉銀行（前年度優勝）                 | 8 - 1                                  | 日興信用金庫（東京】                             |
| 1999年 | 7  | 京葉銀行（前年度優勝）                 | 3 - 0                                  | 茨城銀行（茨城）                                 |
| 2000年 | 8  | 武内プレス工業（富山）                 | 2 - 1                                  | 京葉銀行（前年度優勝）                           |
| 2001年 | 9  | 京葉銀行（千葉）                       | 3 - 2                                  | セイコーエプソン松本（長野）                     |
| 2002年 | 10 | 朝日電装（静岡）                       | 1 - 0                                  | 佐川急便中京（愛知）                             |
| 2003年 | 11 | 京葉銀行（千葉）                       | 2 - 0                                  | ニッセイ（愛知）                                 |
| 2004年 | 12 | 静岡ガス（静岡）                       | 4 - 2                                  | 京葉銀行（前年度優勝）                           |
| 2005年 | 13 | 京葉銀行（千葉）                       | 3 - 1                                  | 佐川急便関東（東京）                             |
| 2006年 | 14 | ニッセイ（愛知）                       | 2 - 0                                  | 北陸ガス（新潟）                                 |
| 2007年 | 15 | ニッセイ（前年度優勝）                 | 11-1                                   | コマニー（石川）                                 |
| 2008年 | 16 | ニッセイ（前年度優勝）                 | 7-0                                    | 常陽銀行（茨城）                                 |
| 2009年 | 17 | 太田市役所（群馬）                     | 6 - 0                                  | 日立厚木（神奈川）                               |
| 2010年 | 18 | 岐阜日野自動車（岐阜）                 | 7-3                                    | 常陽銀行（茨城）                                 |
| 2011年 | 19 | 常陽銀行（茨城）                       | 1-0                                    | ニッセイ（愛知）                                 |
| 2012年 | 20 | 静岡ガス（静岡）                       | 1-0                                    | 筑波銀行（茨城）                                 |
| 2013年 | 21 | 常陽銀行（茨城）                       | 8-1                                    | 筑波銀行（茨城）                                 |
| 2014年 | 22 | 佐川急便中京（愛知）                   | 5-3                                    | 株式会社筑波銀行（茨城）                         |
| 2015年 | 23 | スリーボンドファインケミカル（東京）   | 5-0                                    | 松戸市役所（千葉）                               |
| 2016年 | 24 | スリーボンドファインケミカル（東京）   | 1-0                                    | 日立オートモティブシステムズ厚木事業所（神奈川） |
| 2017年 | 25 | 静岡ガス（静岡）                       | 3-1                                    | スリーボンド（東京）                             |
| 2018年 | 26 | GTRニッセイ（愛知）                    | 2-0                                    | スリーボンド（東京）                             |
| 2019年 | 27 | 常陽銀行（茨城）                       | 5-4                                    | 京葉銀行（千葉）                                 |
| 2020年 | 28 | 新型コロナウイルスの感染拡大のため中止 | 新型コロナウイルスの感染拡大のため中止 | 新型コロナウイルスの感染拡大のため中止           |
| 2021年 | 29 | AKIRA（千葉）                          | 8-2                                    | 常陽銀行（前回優勝）                             |
| 2022年 | 30 | 静岡ガス（静岡）                       | 5-3                                    | フタバ産業（愛知）                               |